# 片山九郎右衛門
片山 九郎右衛門（かたやま くろうえもん）は、シテ方観世流能楽師の片山家の当主が代々名乗る名である。片山家は初代以来現在に至るまで京都で活動し、江戸時代には禁裏御能に出勤するとともに、京阪地方の観世流の統括役でもあり、「観世流の京都所司代」と目された。また京舞井上流との関わりでも知られる。

## 歴史
能の家としての片山家は、初世・豊貞が丹波国氷上郡片山村（現・丹波市山南町）から出て、京都に移住したことに始まると伝えられる。豊貞は1728年（享保13年）に没したとされるが、その生涯、出自については詳しいことは解っていない。
玄人の能役者として、本格的に活動するようになったのは二世・豊慶（幽室）以後と見られる。幽室は当初観世流の素人役者・阿佐太左衛門の教えを受けていたが、若くして父を喪い、その後江戸に出て十四世観世大夫清親の弟子となった。
当時京都では、九世観世大夫黒雪の甥である服部宗巴（福王盛親）以来、型・囃子を伴わない素謡による演能が盛んに行われていた（いわゆる京観世）。宗巴死後はその門人の竹村甚左衛門・小川庄右衛門、のち宗巴の子・服部宗磧（福王盛信）がこれを主導し、また彼らの門弟である岩井・井上・林・浅野・薗が、京観世を代表する家として五軒家と称された。そして1721年（享保6年）に宗磧が没した後は、その未亡人である智清尼が京都の福王流、ひいては京観世全体を取り仕切る立場にあった。
そんな中で京都に戻った幽室は、宗家の直弟子であり、また京都では数少なかった型の修業をした立方の役者であったことから周囲の信望を集め、自然と京都観世流の中心人物となっていった。そして以後、歴代の片山家当主がこの「関西の観世流の総支配人」と言うべき地位を代々継承していくこととなる。また明和年間からは禁裏での演能にも出演するようになり、この役も代々引き継ぐこととなった。
明治以後も京都観世流の名門として、関西における流儀の中心的な地位を担う。また幕末〜明治期の当主であった六世・晋三が京舞井上流家元・三世井上八千代と結婚して以来、井上流と密接な関係を持ち、四世八千代は八世・博通の夫人、五世八千代は九世・幽雪の娘である。七世・博祥（観世元義）を養子に迎えて以来観世宗家とも血縁にあり、二十四世観世宗家・左近（元滋）は片山家から出ている（元義の長男）。

## 歴代当主
- 初世 - 豐貞
- 二世 - 豐慶（幽室）
- 三世 - 豐正
- 四世 - 豐泰（真助）
- 五世 - 豐尚
- 六世 - 豐光（晋三）
- 七世 - 博祥（観世元義）
- 八世 - 博通
- 九世 - 博太郎（幽雪）
- 十世 - 清司

## 主な関連人物
- 三世井上八千代（六世の妻、八世の祖母）
- 観世清孝（七世の父）
- 観世元滋（七世の長男、八世の実兄）
- 四世井上八千代（八世の妻、九世の母）
- 片山慶次郎（八世の次男）
  - 片山伸吾（慶次郎の子息）
- 杉浦元三郎（八世の三男、杉浦友雪の養嗣子）
  - 杉浦豊彦（元三郎の子息）
- 五世井上八千代（九世の長女）
- 九世観世銕之丞（五世八千代の夫）

## 脚註